# Teatrul de artă dramatică al Oblastului Donețk

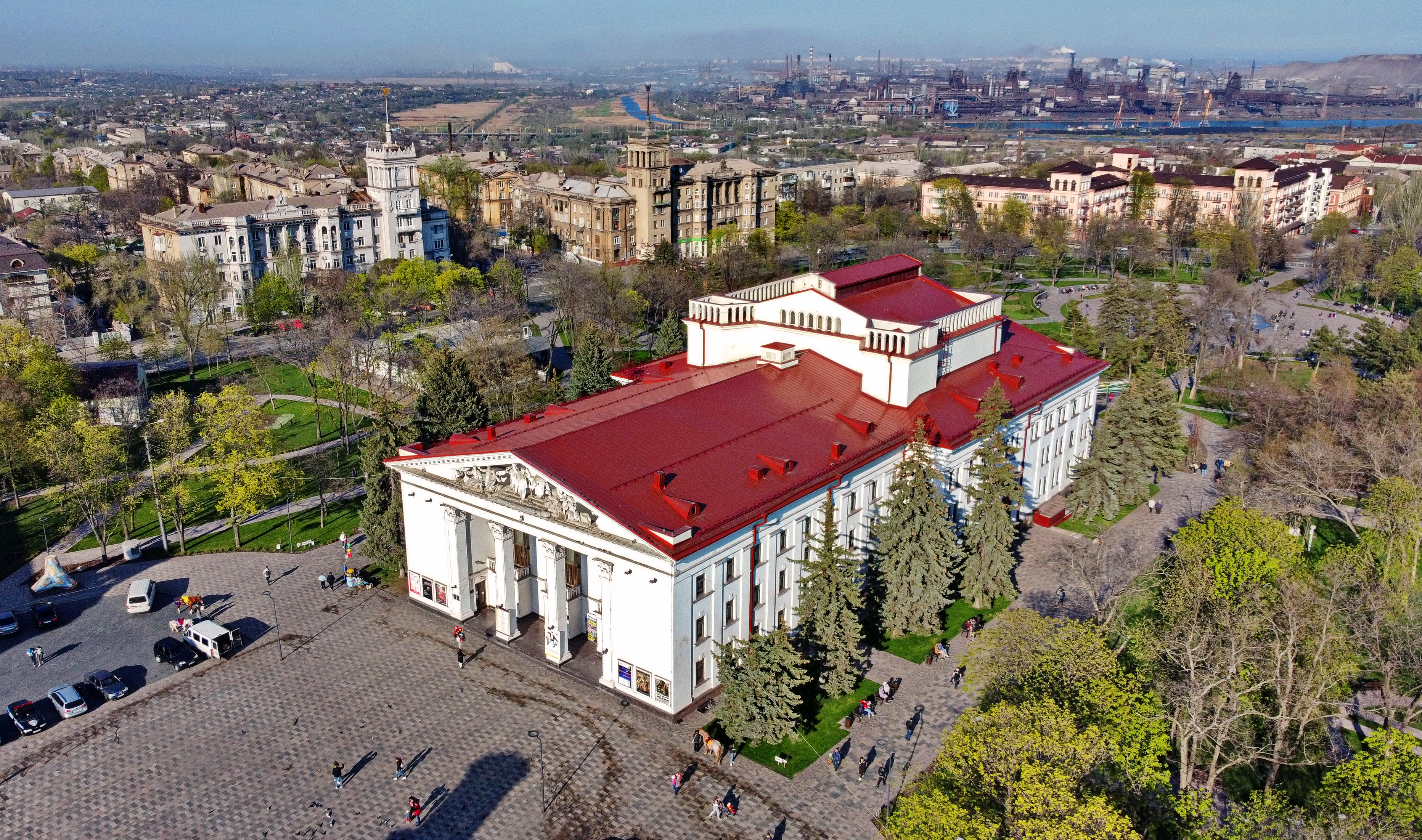
Teatrul în 2021

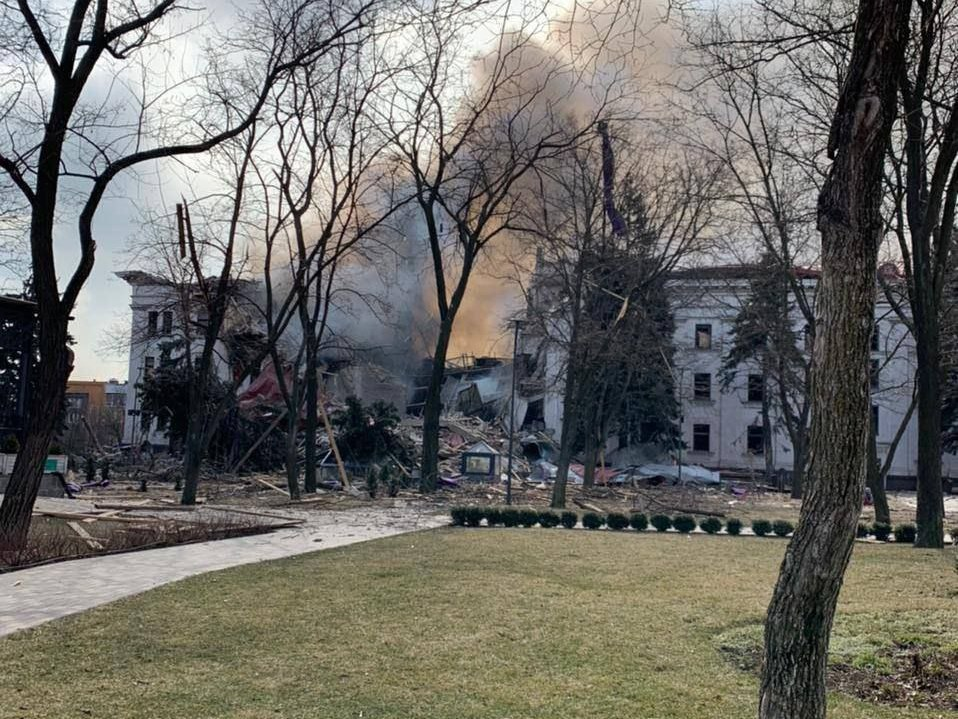
Teatrul distrus în 16 martie 2022, puțin după explozii (vedere laterală).

Teatrul de artă dramatică al Oblastului Donețk (în ucraineană Донецький академічний обласний драматичний театр, în rusă Донецкий академический областной драматический театр) a fost un teatru în Mariupol în Ucraina de sud. Construit în 1960 pe locul fostei biserici Maria Magdalena, teatrul modern a fost în mare parte distrus de bombardamentele rusești din 16 martie 2022.

## Galerie de imagini

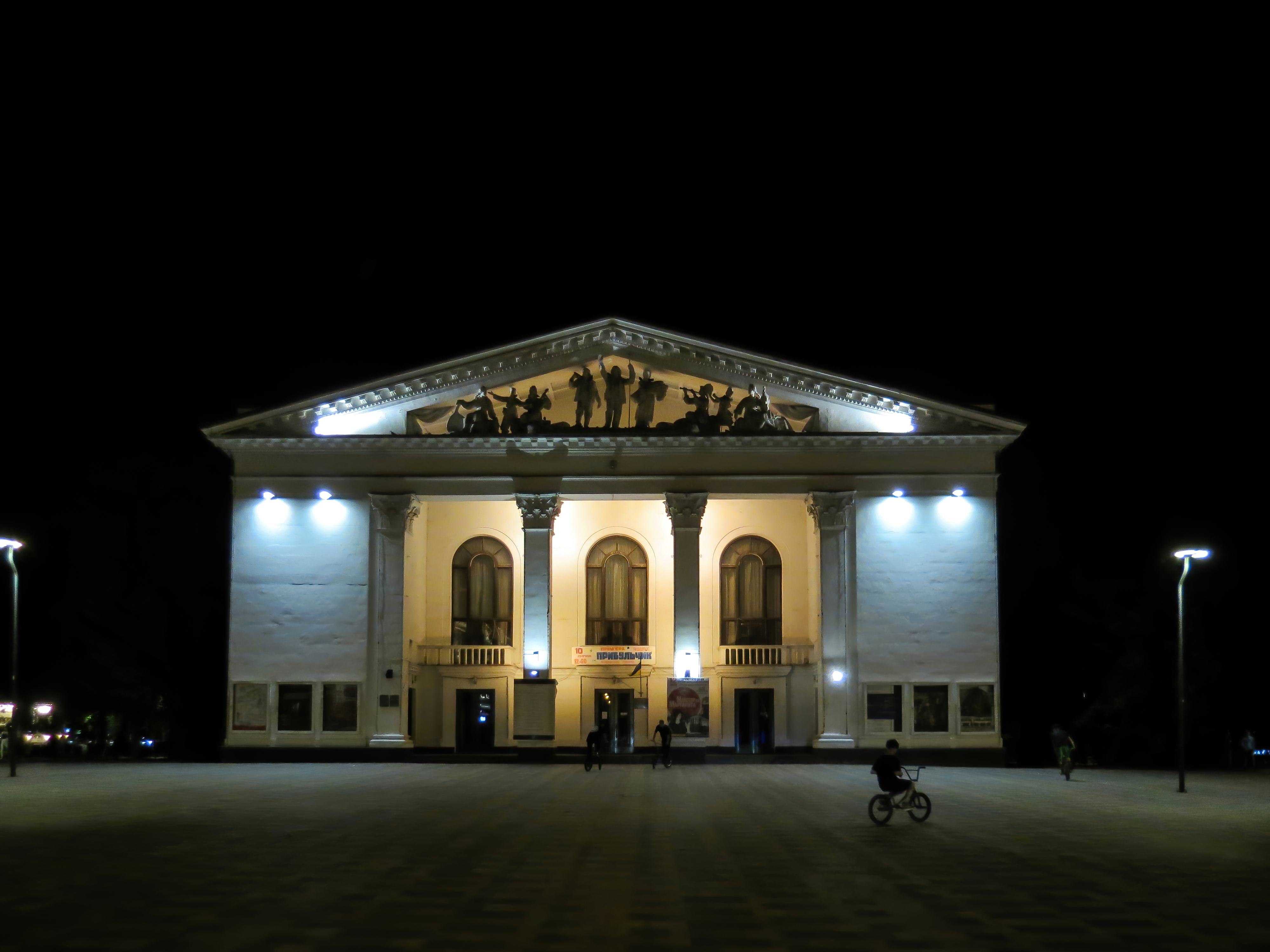
Teatrul, noaptea
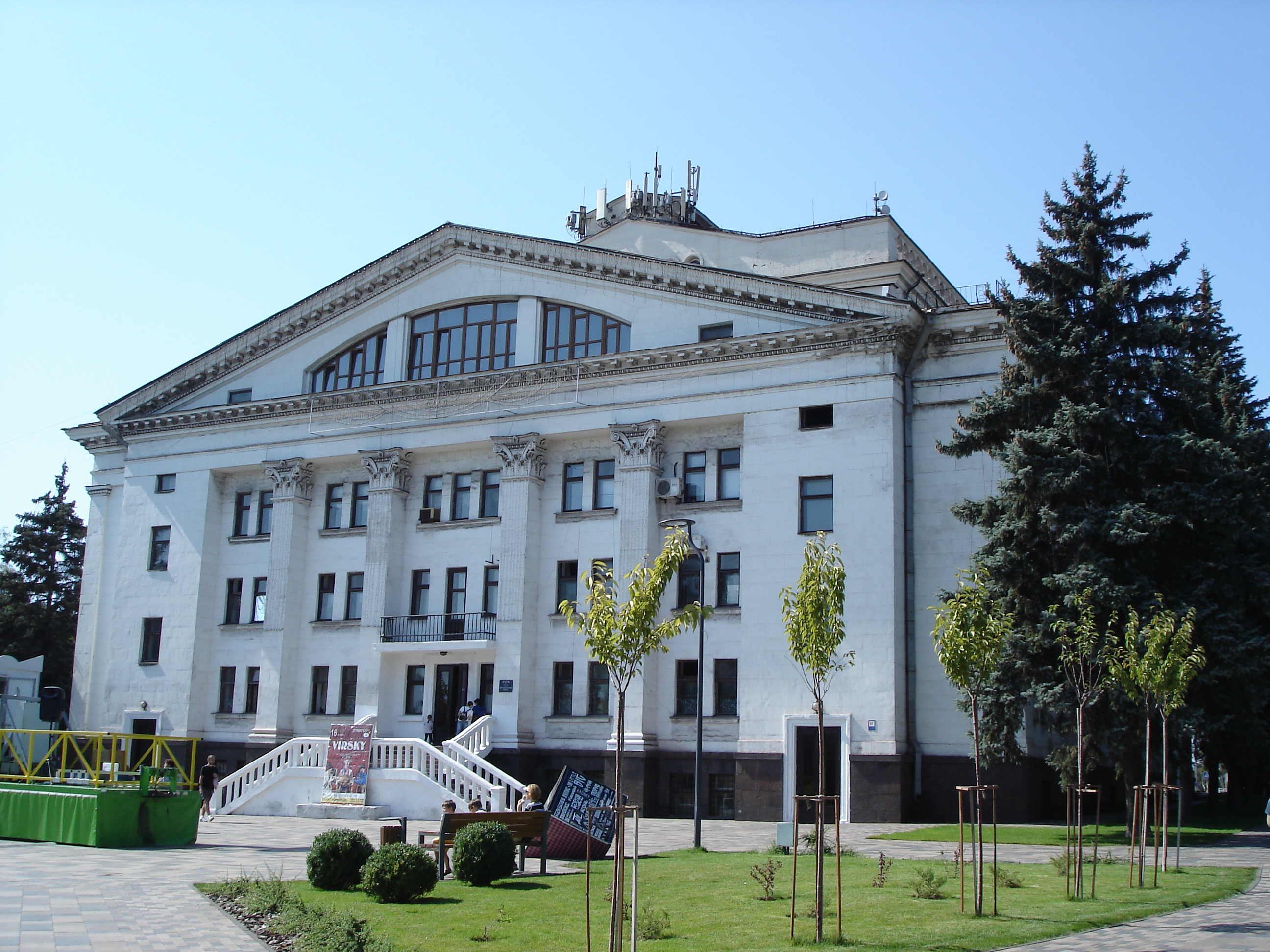
Teatrul, fațada de est
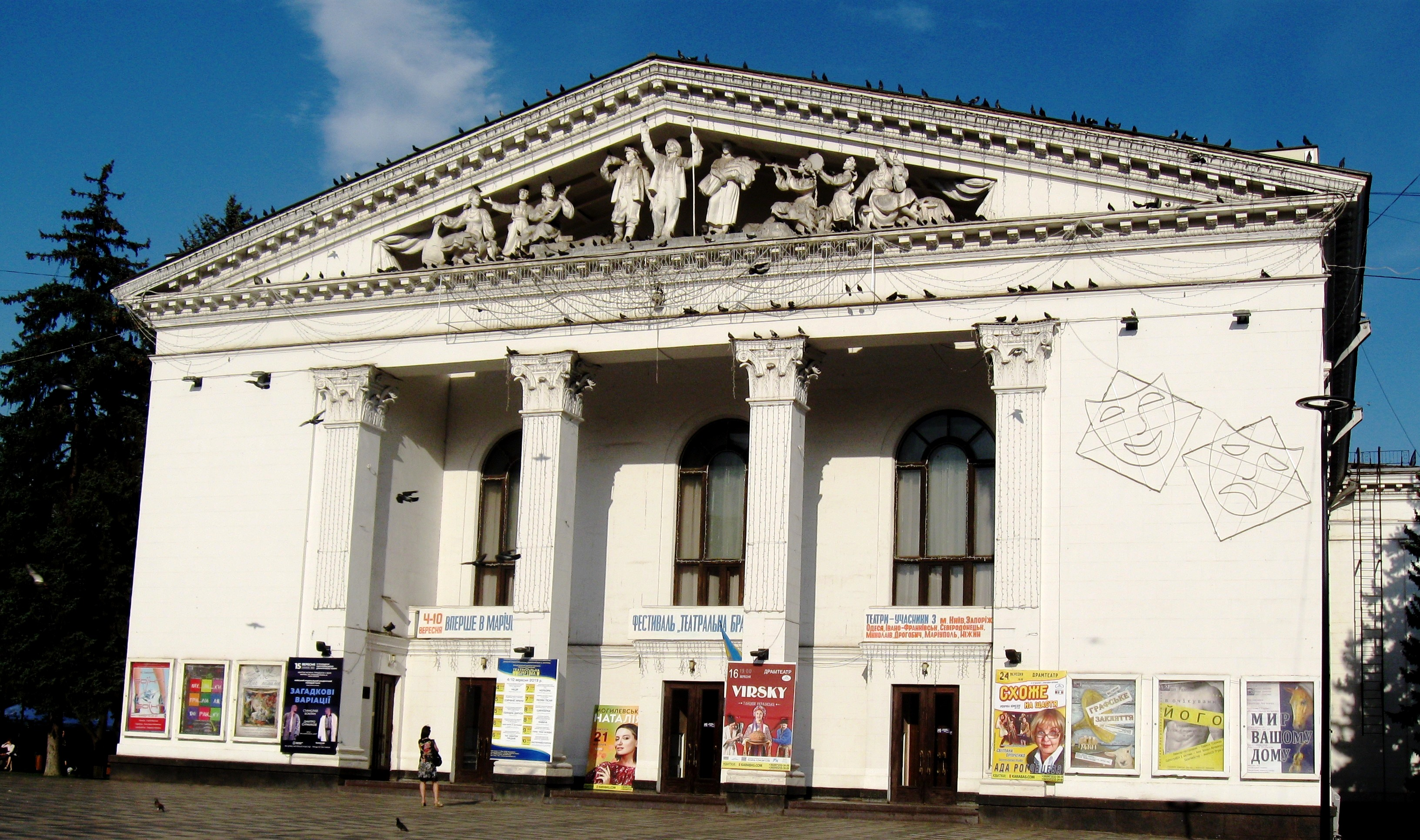
Teatrul, fațada spre piață